# Слухоцкий, Владимир Евгеньевич
Владимир Евгеньевич Слухоцкий (4 июля 1902, Двинск, Витебская губерния, Российская империя — 9 августа 1976, Москва, СССР) — советский военный деятель и учёный, генерал-майор инженерно-артиллерийской службы (18.11.1944), действительный член Академии артиллерийских наук (11.04.1947), доктор технических наук (1939), профессор (1942).

## Биография
Родился 4 июля 1902 года в городе Двинск, ныне город Даугавпилс, Латвия в семье военного.
С февраля 1919 года — секретарь инспектора артиллерии 7-й армии (инспектором артиллерии 7-й армии являлся его отец — Е. Г. Слухоцкий, кадровый артиллерист, бывший генерал-майор РИА). С февраля 1921 года — слушатель баллистического факультета Артиллерийской академии РККА. С октября 1924 года — командир взвода, с января 1925 года — командир батареи 20-го артиллерийского полка 20-й стрелковой им. Ленинградского Губпрофсовета дивизии Ленинградского военного округа. С июня 1925 года — инженер-конструктор Комиссии особых артиллерийских опытов (КОСАРТОП) в Ленинграде. С февраля 1926 года — помощник постоянного члена Комиссии научных артиллерийских опытов. С января 1927 года — старший инженер Конструкторского бюро Артиллерийского управления РККА. С июня 1930 года — инженер высшего оклада, с июня 1933 года — начальник 2-го сектора 1-го отдела, начальник сектора отдела таблиц стрельбы Артиллерийского Научно-исследовательского института РККА С октября 1938 года — начальник отделения основания и устройства материальной части и баллистики 1-го отдела Артиллерийского научно-исследовательского опытного полигона РККА.
С января 1941 года — в Артиллерийском комитете Главного артиллерийского управления: старший помощник начальника 6-го отдела, с апреля 1942 года — начальник 1-го отделения 1-го отдела, с октября 1943 года — заместитель начальника отдела систем вооружения. С июня 1946 года — начальник отдела систем вооружения — помощник председателя Артиллерийского комитета Главного артиллерийского управления по системе вооружения. С февраля 1953 года — научный консультант НИИ-3 Министерства обороны СССР. Одновременно вел педагогическую работу: в 1936—1939 гг. — заведующий кафедрой артиллерии Ленинградского института повышения квалификации инженерно-технических работников оборонной промышленности, а в 1939—1956 гг. — заведующий кафедрой баллистики МВТУ им. Н. Э. Баумана. С января 1959 года генерал-майор инженерно-технической службы Слухоцкий — в запасе. С 1959 года — заведующий кафедрой математики Московского текстильного института.
Один из крупных специалистов и знатоков в области внутренней баллистики и оснований устройства материальной части артиллерии. Имеет более 50 научных трудов по этим проблемам. Занимался отработкой баллистических параметров новых образцов артиллерийского вооружения, вопросами таблиц стрельбы и руководил работами по баллистическим испытаниям элементов выстрела и артиллерийских систем, участвовал в решении вопросов повышения живучести стволов артиллерийских орудий и учета изменения баллистических данных стволов по мере их износа.
Умер 9 августа 1976 года. Похоронен в Москве на Преображенском кладбище.

## Награды
- орден Ленина (21.02.1945)[4][5]
- два ордена Красного Знамени (03.11.1944[6][5], 20.06.1949[7][5])
- орден Трудового Красного Знамени (07.03.1943)[8]
- орден «Знак Почёта» (27.05.1939)[9]
  - медали в том числе:
  - «За победу над Германией в Великой Отечественной войне 1941—1945 гг.» (04.07.1945)[10]
  - «За победу над Японией» (1945)[9]
  - «За доблестный труд в Великой Отечественной войне 1941—1945 гг.» (1945)[9]
  - «Ветеран Вооружённых Сил СССР» (1976)[9]

## Труды
- Определение наибольшей скорости свободного отката. Л., 1929. 7 с.;
- Теория дульного тормоза. Л., 1929. 42 с.; Теория реактивной мины // Бюллетень НТК АУ РККА. 1930. № 3. С. 196—205;
- Поправочные формулы внутренней баллистики. М.: Воениздат, 1941. 20 с.;
- Баллистическое проектирование. М., 1945. 20 с.;
- Теория лафетов. М.: МВТУ им. Баумана, 1946. 232 с.;
- Внешняя баллистика. Дополнительные главы. М.: МВТУ им. Баумана, 1947. 95 с.;
- Решение задач внутренней баллистики с учетом неодинаковости величин давлений пороховых газов между дном снаряда и дном канала ствола // Известия ААН. Выпуск 24, 1952 г. С. 3-28;
- К вопросу о расчете дульного тормоза // Известия ААН. 1953. № 30. С. 28-74;
- Учет потерь на теплоотдачу при решении задачи внутренней баллистики // Известия ААН. 1951. Выпуск 1. С. 42-58.